# سيد علي أكبر
سيد Kola Deقالب:كولا دي هو أكاديمي جنوبي، (و. 1890  م).